# Heinrich Moritz Willkomm

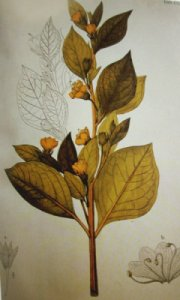
Atropa baetica Willk. numa ilustração feita por Willkomm (em Ill. Fl. Hispan. 2: lâmina CLXX, 1892.

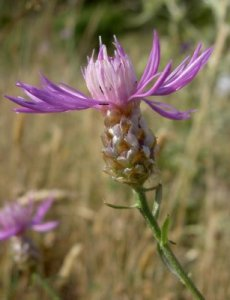
Centaurea costae Willk. (=Centaurea alba subsp. costae (Willk.) Dostál), planta pirenaica descrita por Willkomm em 1859.

Heinrich Moritz Willkomm  (Herwigsdorf, Zittau, 29 de junho de 1821 — Schloss Wartenberg, Boémia, 26 de agosto de 1895) foi um insigne botânico e geógrafo alemão, que adquiriu grande prestígio na sua época sobretudo pelas suas importantes contribuições no campo da sistemática vegetal, da fitogeografia e da patologia vegetal. Foi também um grande divulgador das modernas técnicas da jardinagem e da preservação de sementes e propágulos vegetais. Em Portugal ficou particularmente conhecido pelo seu herbário, parcialmente incorporado no Herbário da Universidade de Coimbra, e pela sua obra Prodromus Florae Hispanicae... (escrita em colaboração com o botânico dinamarquês Johan Lange), publicada entre 1861 e 1880, considerada como a melhor contribuição do seu género para o conhecimento da flora da Península Ibérica.

## Biografia
Nasceu na cidade de Herwigsdorf, nas cercanias da cidade de Zittau, uma cidade da Saxónia situada no extremo sueste da actual Alemanha, próximo das fronteiras com a Polónia e a República Checa. Foi o mais  novo dos oito filhos do matrimónio entre Amalia Tugendreich Bergmann e Karl Gottlob Willkomm, este último pastor protestante em Herwigsdorf e muito conhecido naquela época pelos seus escritos teológicos. Foi irmão do escritor e filólogo Ernst Adolf Willkomm.
Sendo uma criança com sérios problemas de saúde, durante o seu período de formação secundária, no Gymnasium de Zittau, isolou-se dos colegas e desenvolveu um profundo interesse pelo mundo natural, em especial pelas plantas.
Em 1841 ingressou na Universidade de Leipzig, onde iniciou estudos de Medicina e Ciências Naturais com o Objectivos de aprofundar o seu interesse pelas História Natural e em especial pela Botânica. Contudo, em 1868 foi expulso da Universidade antes de terminar os estudos de Medicina por pertencer a uma Burschenschaft, a Leipziger Burschenschaft Kochei, uma das associações estudantis ilegalizadas no processo de repressão do irredentismo alemão que ao tempo crescia entre a juventude universitária.
Sem embargo dessa expulsão, um professor da Universidade de Leipzig, com quem havia colaborado previamente, encarregou-o de uma viagem de herborização pela Suiça, sudoeste da França, sul de Espanha e Algarve. Esta viagem permitiu a Willkomm contactar com a rica e ao tempo pouco conhecida flora da Península Ibérica, a qual a partir de então constituiria o objectivo principal das suas investigações e publicações mais importantes.
Após esta primeira viagem de dois anos de duração, regressou a Leipzig, mas abandonou a ideia de prosseguir uma carreira de Medicina, e após reingressar na Universidade concentrou os seus estudos na área das Ciências Naturais, abordando campos tão diferentes como a Geografia Física, a Geologia e a Meteorologia.
Após obter o doutoramento em Filosofia pela Universidade de Leipzig em 1850, regressou à Península Ibérica onde, durante 9 meses, percorreu o centro e o norte de Espanha.
Regressou depois a Leipzig, onde foi nomeado Professor e contraiu matrimónio com Clara Angelica Contius, com a qual teve seis filhos.
Entre 1855 e 1868 exerceu as funções de catedrático de História Natural na Real Academia Florestal de Tharandt (Forstliche Hochschule Tharandt), em Tharandt, próximo de Dresden. Nesse período realizou numerosas expedições de exploração florísticas, entre as quais visitas a múltiplas regiões da Alemanha e aos Países Baixos, Dinamarca e Suécia.
Por esta altura iniciou o seu projecto mais ambicioso, o qual consistia na publicação, em colaboração com o botânico dinamarquês Johan Lange de uma flora da Península Ibérica, obra que intitulou Prodromus Florae Hispanicae seu synopsis methodica omnium plantarum in Hispania sponte nascentium vel frequentos cultarum quoe inortuerunt. Esta obra, fruto principalmente das viagens que realizou na Península Ibérica, foi a primeira visão sistemática da flora do sudoeste europeu e mantém, transcorridos dois séculos, grande valor para o conhecimento florístico do oeste mediterrânico.
Em 1867 foi eleito sócio da Academia Leopoldina.
Entre os anos de 1868 e 1871 desempenhou, a convite do governo do Império Russo, o cargo de catedrático de Botânica da Universidade de Dorpat, em Dorpat (cidade agora conhecida como Tartu, na actual Estónia).
Em 1873 realizou a sua terceira e última viagem à Península Ibérica e Baleares. No seu regresso mudou-se para Praga, onde passou a ocupar o cargo de professor de botânica sistemática na Universidade Carolina (ao tempo Karls-Universität zu Prag), instituição onde continuaria o seu labor de investigador atá à sua jubilação em 1893.
Era considerado como o maior especialista do seu tempo em matéria de flora e vegetação da Península Ibérica. Escreveu em 1896 o capítulo referente à flora ibérica, que intitulou «Grundzüge der Pflanzenverbreitung auf der iberischen Halbinsel» (Principais características da distribuição das plantas na Península Ibérica), para a obra Die Vegetation der Erde (A vegetação da Terra) de Adolf Engler e Oscar Drude.
Algumas das suas obras são acompanhadas de ilustrações litografadas de grande qualidade, algumas por ele mesmo desenhadas. Em conjunto com Robert Hartig (1839–1901) é considerado um dos fundadores da fitopatologia florestal.
Faleceu aos 74 anos de idade, vítima de una enfermidade renal, deixando um grande legado científico. Ao longo da sua vida recebeu múltiplas distinções de carácter científico e académico, entre outras as deconselheiro do czar do Império Russo, comendador da Ordem de Isabel a Católica de Espanha, comendador da Ordem de Carlos III de Espanha, cavaleiro da Ordem do Mérito do Grã-Ducado de Oldemburgo e a Medalha a Sociedade Real de Horticultura de Amesterdão. Foi também membro de de várias sociedades de História Natural, entre as quais as de Viena, de Moscovo. Foi membro da Academia Imperial Alemã e da Real Sociedade de Espanhola de História Natural, entre muitas outras instituições académicas.
O seu grande herbário encontra-se actualmente dividido em dois: o material da Península Ibérica foi vendido por Willkomm à Universidade de Coimbra, a instâncias de Júlio Henriques, enquanto que o seu herbário geral ficou no Instituto Botânico da Universidade de Génova.

## Obra
Willkomm foi um botânico muito prolífico, autor de numerosos artigos, monografias e livros, entre os quais:
- Zwei Jahre in Spanien und Portugal (Dois anos em Espanha e Portugal)
- (Com Johan Martin Christian Lange) Prodromus Florae Hispanicae seu synopsis methodica omnium plantarum in Hispania sponte nascentium vel frequentos cultarum quoe inortuerunt I, II & III.
- Ilustrationes Florae Hispaniae Insularumque Balearium...
- Zwei Jahre in Spanien und Portugal: Reiseerinnerungen. Band 1. [S.l.: s.n.] 1847
- Zwei Jahre in Spanien und Portugal: Reiseerinnerungen. Band 2. [S.l.: s.n.] 1847
- Die Strand- und Steppengebiete der iberischen Halbinsel und deren Vegetation. Ein Beitrag zur physikalischen Geographie, Geognosie und Botanik. [S.l.: s.n.] 1852
- Die Halbinsel der Pyrenäen eine geographisch-statistische Monographie, nach den neuesten Quellen und nach eigener Anschauung. Leipzig: [s.n.] 1855
- Grundzüge der Pflanzenverbreitung auf der iberischen Halbinsel. [S.l.: s.n.] 1896
- Icones et descriptiones plantarum novarum…, praecipue Hispaniae. [S.l.: s.n.] 1852–1862
- Prodromus florae hispanicae. [S.l.: s.n.]
- Forstliche Flora von Deutschland und Oesterreich. [S.l.: s.n.] 1872–1875
- Atlas der Botanik. [S.l.: s.n.] 1873
- Illustrationes florae Hispaniae insularumque Balearium. [S.l.: s.n.] 1881–1892
- Schreiber, ed. (1890). Naturgeschichte des Pflanzenreichs nach dem Linneschen System. Esslingen: [s.n.]
- Die pyrenäische Halbinsel : in drei Abteilungen / von Moritz Willkomm. - Prag : Tempsky, 1884.
  - Band 1: Physische Gemälde der Halbinsel und Schilderung von Portugal, Predefinição:Urn

## Novidades taxonómicas
Heinrich Moritz Willkomm é autor de numerosos novos táxons, entre os quais:
| - Armeria eriophylla Willk. - Atropa baetica Willk. - Bufonia macropetala Willk. - Centaurea costae Willk. (= Centaurea alba subsp. costae (Willk.) Dostál) - Centaurea langeana Willk. (= Centaurea aristata subsp. langeana (Willk.) Dostál) | - Centaurea cephalariifolia Willk. - Cyclamen balearicum Willk. - Dianthus boissieri Willk. - Genista teretifolia Willk. - Selaginellaceae Willk. |

## Epónimo
Heinrich Moritz Willkomm é o epónimo dos seguintes nomes genéricos e epítetos específicos:
Géneros
- (Asteraceae) Willkommia Sch.Bip. ex Nyman[2]
- (Poaceae) Willkommia Hack. ex Schinz[3]

Espécies
- (Aceraceae) Acer willkommii Wettst.[4]
- (Amaryllidaceae) Narcissus willkommii (Samp.) A.Fern.[5]
- (Asteraceae) Aster willkommii Sch.Bip. ex Willk.[6]
- (Brassicaceae) Alyssum willkommii R.Roem. ex Willk.[7]
- (Campanulaceae) Campanula willkommii Witasek[8]
- (Caryophyllaceae) Stellaria willkommii Roem. ex Willk. & Lange[9]
- (Caryophyllaceae) Silene willkommiana J.Gay ex Coss.[10]
- (Crassulaceae) Sedum willkommianum R.Fernandes[11]
- (Cupressaceae) Juniperus willkommii Antoine[12]
- (Geraniaceae) Erodium × willkommianum Sünd.[13]
- (Globulariaceae) Globularia willkommii Nyman[14]
- (Lamiaceae) Teucrium willkommii Porta[15]
- (Leguminosae) Trifolium willkommii Chabert[16]
- (Leguminosae) Ulex willkommii Webb[17]
- (Malvaceae) Malva willkommiana Scheele[18]
- (Plumbaginaceae) Armeria willkommii Henriques[19]
- (Poaceae) Brachypodium × willkommii Sennen ex St.-Yves[20]
- (Poaceae) Phragmites willkommianus Mabille[21]
- (Primulaceae) Anagallis willkommii Sennen[22]
- (Rubiaceae) Galium willkommianum Batt.[23]
- (Saxifragaceae) Saxifraga willkommii Kuzinsky ex Willk.[24]
- (Saxifragaceae) Saxifraga willkommiana Boiss. ex Engl.[25]
- (Scrophulariaceae) Euphrasia willkommii Freyn[26]
- (Smilacaceae) Smilax willkommii Gand.[27]
- (Valerianaceae) Valerianella willkommii Freyn ex Willk.[28]
- (Violaceae) Viola willkommii De Roem. ex Willk.[29]